# 中华山鸟类省级自然保护区
中华山鸟类省级自然保护区位于中国湖北省随州市应山县, 面积10,580公顷，有常住人口183人。